# Euxoa expulsa
Euxoa expulsa är en fjärilsart som beskrevs av Walker 1865. Euxoa expulsa ingår i släktet Euxoa och familjen nattflyn. Inga underarter finns listade i Catalogue of Life.